# Mahellus
Mahellus är ett släkte av insekter. Mahellus ingår i familjen dvärgstritar.
Kladogram enligt Catalogue of Life:
| Mahellus | \| \| Mahellus determinatus \| \| \| \| \| \| Mahellus distanti \| \| \| \| |
|          | \| \| Mahellus determinatus \| \| \| \| \| \| Mahellus distanti \| \| \| \| |
|          | Mahellus determinatus                                                       |
|          |                                                                             |
|          | Mahellus distanti                                                           |
|          |                                                                             |